# أوساسونا ب
أوساسونا ب هو نادي كرة قدم إسباني أٌسس عام 1962. يلعب النادي في الدوري الإسباني الدرجة الثانية بي.